# 布拉雪
布拉雪（法語：Bracieux，法語發音：[bʁasjø]）是法国卢瓦-谢尔省的一个市镇，属于布卢瓦区。

## 地理
布拉雪（47°32'55"N, 1°32'30"E）面积2.95 平方千米，位于法国中央-卢瓦尔河谷大区卢瓦-谢尔省，该省份为法国中北部省份，北起厄尔-卢瓦省，东北接卢瓦雷省，东南接谢尔省，南至安德尔省，西南接安德尔-卢瓦尔省，西北接萨尔特省。
与布拉雪接壤的市镇（或旧市镇、城区）包括：讷维、索洛涅地区图尔。

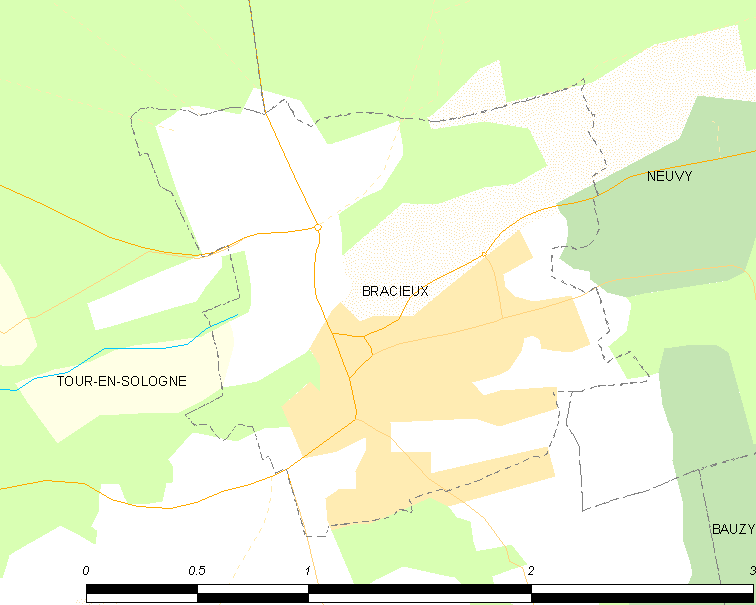
布拉雪的OSM定位图

布拉雪的时区为UTC+01:00、UTC+02:00（夏令时）。

## 行政
布拉雪的邮政编码为41250，INSEE市镇编码为41025。

## 政治
布拉雪所属的省级选区为尚博尔县。

## 人口

1962-2008年间布拉雪人口变化图示

布拉雪于2022年1月1日时的人口数量为1341人。